# 枚方五六市
枚方五六市（ひらかたごろくいち）は、毎月第二日曜日に開催されているお祭である。

## 概要
第二日曜日に枚方宿の歴史街道で開催されているお祭りのようなものである。200店舗ほどのお店が立ち並び、地元のお店をはじめとして、賑わいを見せている。

## 建設の経緯
町家情報バンクに登録されている物件数に比べ、入居者希望者が多いことから、少しでも枚方宿を経験してもらおうと、入居者希望者を集めて、街道沿いの町家の軒下や空き地を利用した「枚方宿くらわんか五六市」を平成19年3月から開催している。
この五六市は、今もなお行われており、開催当初は50店舗ほどの小規模店舗で開催されていたが、現在では、毎回、公募で250店舗が集まり、手作りの雑貨やアクセサリーを販売している。何度も新聞やメディアに取り上げられているので、注目度が高くなり、広く知れ渡っている。枚方宿地区の活性化の活動継続を目的として、2015年6月に「一般社団法人枚方宿くらわんか五六市」を設立した。

## 名前の由来
かつて東海道56番目の宿場町であった枚方宿の賑わいを取り戻し、かつての枚方宿のような風景を再構築させるためにという願いを込めて「枚方宿くらわんか五六市」という名前を付けた。江戸時代になると、東海道は京都から大阪にまで延長されることとなり、東海道五十三次は53番目が大津、終点が京都となった。
京都から延長された東海道は54番目が伏見、55番目が淀、56番目が枚方、57番目が守口、そして終点は大阪の京橋。枚方は、「枚方宿」と呼ばれ、「淀川の港町・商人の町」として賑わいをみせた。また、三十石船という船に乗ってきてやってくる客に「餅くらわんか、酒くらわんか」と言う「くらわんか船」が有名であった。
コロナ禍での活動→開催地で、飲食を行う際には、全会場の店舗ブース前のみ。不特定多数の参加者に呼び掛けるのではなく、希望された参加者のみ個別の容器などで提供する。試飲試食が終わったら、その場ですぐにマスクの着用を求める。試飲試食を行ったゴミなどは持ち帰ってもらう。

## 今後の開催予定
2023年以降の開催については、枚方市のコロナウイルス陽性者数に応じて、国や市からの停止命令が下されない限りは、三密の回避など徹底的な感染対策を行いながら開催をする。